# قلاب (ابزار)

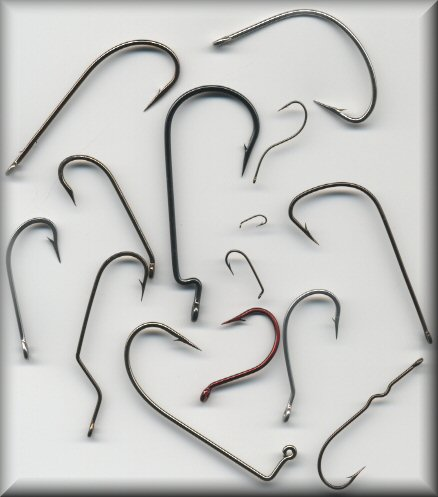
قلاب ماهی‌گیری برای کمک به صید ماهی از یک انتها نوک‌تیز و خاردار می‌شوند.

قلاب ابزاری است بلند و معمولاً فلزی که در برخی از بخش‌های آن فرورفتگی یا انحنا وجود دارد، به گونه‌ای که می‌توان از آن برای گرفتن، اتصال یا اتصال به شی دیگری استفاده کرد. در شماری از موارد استفاده شده، یک انتهای قلاب می‌تواند ماده دیگری را سوراخ کند، سپس توسط بخش منحنی یا تورفتگی نگه داشته می‌شود. برخی از انواع قلاب‌ها، به ویژه قلاب ماهی‌گیری، دارای یک بخش خاردار و یک برآمدگی در عقب در نزدیکی انتهای نوک قلاب برای اطمینان از اینکه قلاب در هدف قرار گرفته و نمی‌توان به راحتی آن را برداشت هستند.